# Natasha Marley
Natasha Marley (Aldershot, Inglaterra; 20 de junio de 1984) es una ex actriz pornográfica, modelo erótica y de glamour británica.

## Biografía
Nació en junio de 1984 en Aldershot, una ciudad ubicada en el condado inglés de Hampshire, a unos 60 km de Londres. Comenzó su carrera como modelo erótica en el año 2004, posando para diversas revistas del sector, principalmente británicas, como Cheri, Playboy, Redline, Maxim, FHM y FastCar, así como en Daily Star y Newlook. Entre 2007 y 2010 también fue modelo del sitio web OnlyTease.
En 2010, habiendo compaginado varios trabajos como modelo erótica y de glamour, le llegó una oferta de la productora pornográfica británica Bluebird Films, con la que firmó un contrato en exclusividad y con la que debutó como actriz pornográfica a los 26 años. Fue precisamente con su primer papel protagonista, emulando a Bonnie Parker en la película paródica Bonnie & Clyde con la que saltó a la fama.
Su eclosión como actriz se vio en la repercusión mediática en la industria que tuvo al año siguiente de debutar, siendo nominada en los principales premios del sector como son los Premios AVN y los XBIZ. En ambos galardones fue nominada a Artista femenina extranjera del año y a Mejor actriz por su papel en Bonny & Clide. A estas, también por dicha cinta, se le sumaron una doble nominación en los AVN, por dos escenas distintas, a la Mejor escena de sexo en grupo y otra de Mejor escena de trío lésbico.
Se retiró de la industria en 2013, tres años después de su debut, con un total de 35 películas como actriz.
Otros trabajos suyos fueron Anna Lovato's Catwalk, Boutique Birds 2, Footballers Wives, Gemma Massey's Lady Days, Katwoman XXX, McKenzie Magic, Natasha Marley's Girlfriends, Relaxxx o Strip and Search.

## Premios y nominaciones
| Año  | Ceremonia    | Resultado | Premio                                      | Trabajo       |
| ---- | ------------ | --------- | ------------------------------------------- | ------------- |
| 2011 | Premios AVN  | Nominada  | Artista femenina extranjera del año         | —             |
| 2011 | Premios AVN  | Nominada  | Mejor actriz                                | Bonny & Clide |
| 2011 | Premios AVN  | Nominada  | Mejor escena de sexo en grupo               | Bonny & Clide |
| 2011 | Premios AVN  | Nominada  | Mejor escena de sexo en grupo               | Bonny & Clide |
| 2011 | Premios AVN  | Nominada  | Mejor escena de trío lésbico                | Bonny & Clide |
| 2011 | Premios FAME | Nominada  | Estrella pornográfica británica más popular | —             |
| 2011 | Premios XBIZ | Nominada  | Artista femenina extranjera del año         | —             |
| 2011 | Premios XBIZ | Nominada  | Mejor actriz protagonista                   | Bonny & Clide |